# Temporada 1883-1884 del Liceu
La temporada 1883-1884 arriba al Liceu un altre nom il·lustre, Célestine Galli-Marié, famosa perquè havia fet les estrenes absolutes de Mignon i de Carmen. La Galli-Marié havia estrenat també Carmen a Barcelona, al Teatre Líric el 1881; al Liceu va fracassar i precisament en la seva creació de Mignon.
| Temporada 1883-1884 del Liceu |                      |                                                            |                           | |           |                                  |
| Òpera                         | Compositor           | Director musical                                           | Director d'escena         | Papers principals | Producció | Dates                            |
| Aida                          | Giuseppe Verdi       | Marino Mancinelli                                          |                           | Teresa Singer, Giulia Novelli, Enrico Barbacini, Francesco Pandolfini, Juan Ordinas |           | 27 d'octubre                     |
| Faust                         | Charles Gounod       | Marino Mancinelli                                          |                           | Giuseppina Vitali,/Amelia Boni Granville, Ebe Trèves, Luisa Morbini, Emilio Engel, Lorenzo Lalloni, Anton Vidal, Giuseppe Lusso |           | 31 d'octubre                     |
| Ebrea                         | Fromental Halévy     | Marino Mancinelli                                          |                           | Fanny Torresella, Enrico Barbacini, Juan Ordinas, Giuseppe Moretti, Anton Vidal, Teresa Singer |           | 8 de novembre                    |
| Amleto                        | Ambroise Thomas      | Marino Mancinelli                                          |                           | Giuseppina Vitali, Giulia Novelli, Francesco Pandolfini, Giuseppe Moretti, Juan Ordinas, Luis Blanch, Martin Verdaguer, Giuseppe Lusso |           | 17 de novembre                   |
| L'Africana                    | Giacomo Meyerbeer    | Joaquim Maria Vehils                                       |                           | Teresina Singer, Fanny Torresella, Enrico Barbacini, Francesco Pandolfini, Anton Vidal. |           | 1 de desembre                    |
| Mignon                        | Ambroise Thomas      |                                                            |                           | Célestine Galli-Marié, Giuseppina Vitali, Fanny Torresella, Émile Engel, Anton Vidal, Giovanni Gallocci |           | 7 de desembre                    |
| La favorita                   | Gaetano Donizetti    | Marino Mancinelli (desembre)/Joaquim Maria Vehils (febrer) |                           | Giulia Novelli (desembre), Ebe Trèves (febrer), Émile Engel (desembre), Giuseppe Moretti (febrer), Francesco Pandolfini (desembre), Costantino Thos (11 febrer), Luigi Pignalosa (17 febrer), Antoine Vidal (desembre), Martí Verdaguer (febrer), Lluís Blanch, Sofia Irigoyen |           | 15 desembre 1883 / 11, 17 febrer |
| Aida                          | Giuseppe Verdi       |                                                            |                           | Teresina Singer, Giulia Novelli, Enrico Barbacini, Lalloni, Vidal |           | 24 de desembre                   |
| Linda di Chamounix            | Gaetano Donizetti    |                                                            |                           | Fanny Torresella/Boni Granville Amelia/Giuseppina Vitali, Ebe Trèves/Adela Gasull, Émile Engel/Giuseppe Moretti, Francesco Pandolfini, Anton Vidal/Martin Verdaguer, Valentino Tubertini/Josep Parera                                                                          |           | 29 de desembre                   |
| Roberto il diavolo            | Giacomo Meyerbeer    |                                                            |                           | Carolina Casanova de Cepeda, Giuseppe David, Fanny Torresella, Enrico Barbacini, Giuseppe Moretti |           | 17 de gener                      |
| Mefistofele                   | Arrigo Boito         | Marino Mancinelli                                          | Ferrer de Climent         | Giuseppina Vitali, Leopolda Paolicchi, Enrico Barbacini, Anton Vidal, Giuseppe Moretti. |           | 31 de gener                      |
| Marta                         | Friedrich von Flotow |                                                            |                           | Fanny Torresella, Leopolda Paolicchi, Émile Engel, Pau Meroles, Valentino Tubertini |           | febrer                           |
| Faust                         | Charles Gounod       |                                                            |                           | Nadina Bulicioff, Adele Borghi, Paolo Alberti, Pau Meroles, Romano Nannetti |           | abril                            |
| Favorita                      | Gaetano Donizetti    | Marino Mancinelli                                          |                           | Antonietta Pozzoni-Anastasi, Émile Engel, Giovanni Vasselli, Joseph David, Michele Durini, Sofia Irigoyen |           | 24, 26 abril / 1, 4 maig         |
| Mefistofele                   | Arrigo Boito         |                                                            |                           | Franceschina Copca, Adele Borghi, Angelo Masini/Enrico Barbacini, Anton Vidal |           | abril                            |
| Mignon                        | Ambroise Thomas      |                                                            |                           | Marie Galli Marié, Fanny Torresella, Émile Engel, Anton Vidal, Augusto Souvestre |           | abril                            |
| Rigoletto                     | Giuseppe Verdi       | Marino Mancinelli                                          |                           | Angelo Masini, Giovanni Vasselli, Fanny Torresella, Martí Verdaguer, Adelina Borghi, Adela Gassull |           | 11 de maig                       |
| Roberto il diavolo            | Giacomo Meyerbeer    |                                                            |                           | Carolina Casanova de Cepeda, Giuseppe David, Fanny Torresella, Emilio Engel, Giuseppe Moretti |           | maig                             |
| Les Huguenots                 | Giacomo Meyerbeer    |                                                            |                           | Carolina Casanova de Cepeda, Fanny Torresella, Adele Borghi, Angelo Masini, Giovanni Vaselli, Giuseppe David, Anton Vidal |           | maig                             |
| Roméo et Juliette (en italià) | Charles Gounod       | Marino Mancinelli                                          | Francesc Soler i Rovirosa | Fanny Torresella, Émile Engel, Giovanni Vaselli, Giuseppe Moretti, Michele Durini, Giovanni Vaselli, Augusto Souvestre, Martí Verdaguer, Antoine Vidal |           | 28-29 de maig, 1 de juny         |